# 스티븐 맹건
스티븐 제임스 맹건(영어: Stephen James Mangan, 1968년 5월 16일 ~ )은 잉글랜드의 배우이다. 행복배달부 팻아저씨에서 주인공을 맡았다.

## 출연 작품
- 달링 (2017)
- 행복배달부 팻아저씨 (2014)
- 배고픈 시체 (2013)
- 에피소드 시즌2 (2012)
- 에피소드 시즌1 (2011)
- 쿠키드 (2010)
- 비욘드 더 폴 (2009)
- 버트램 호텔에서 (2007)
- 컨페티 (2006)
- 썸원 엘스 (2006)
- 스토리스 오브 로스트 소울스 (2005)
- 청키 몽키 (2001)
- 스워드 오브 오너 (2001)
- 버스데이 걸 (2001)
- 빌리 엘리어트 (2000)
- 워터쉽 다운의 토끼들 - 시리즈 (1999)
- 마샤, 프랭크와 다니엘과 로렌스를 만나다 (1998)